# Noli me tangere (Cósida)
Noli me tangere è un dipinto a olio su tavola di Jerónimo Cósida realizzato nel 1570 e conservato nel Museo del Prado di Madrid in Spagna.

## Storia
Proviene dalla collezione Reale (Elisabetta Farnese, Palazzo de Real Sitio de San Ildefonso, Segovia), acquisizione con la quale la regina mostrò il suo apprezzamento per l'opera del pittore aragonese.

## Descrizione
Il tema è tratto dell'episodio biblico sulla Risurrezione di Gesù del Vangelo secondo Giovanni. 
Quando visitano la tomba di Gesù, diverse donne guidate da Maria Maddalena la trovano vuota, quindi quando incrocia in strada con colui crede essere l'ortolano, gli chiede dove ha portato il corpo di Cristo. Allora Gesù si identifica, a quel punto Maria si aggrappa a Gesù, il quale, benedicendo con la mano destra, dice la famosa frase: «Non mi toccare».
Come altri autori, Cósida mette nelle mani di Gesù uno strumento, in questo caso un rastrello, come Tiziano e Botticelli mettono una zappa.
Sullo sfondo possiamo vedere la tomba vuota di Cristo con due angeli a guardia, il Calvario con le croci dell'esecuzione di Gesù e la città di Gerusalemme alla fine del dipinto. La sua pennellata è molto dettagliata, tipica di un pittore che praticava la miniatura e il disegno.